# Alchemilla exul
Alchemilla exul är en rosväxtart som beskrevs av Sergei Vasilievich Juzepczuk. Alchemilla exul ingår i släktet daggkåpor, och familjen rosväxter. Inga underarter finns listade i Catalogue of Life.